# Die sieben Raben (2015)
Die sieben Raben (Originaltitel Sedmero krkavců) ist ein tschechisch-slowakischer Märchenfilm aus dem Jahr 2015, der unter Regie von Alice Nellis realisiert wurde. Er basiert auf dem gleichnamigen Märchen in der Version von Božena Němcová.

## Handlung
Die junge Bäckerstochter Bohdanka fragt sich, weshalb ihre Eltern immer traurig sind und nie ein böses Wort an sie richten. Durch die Hilfe der Waldhexe erfährt sie, dass sich die Eltern nach sieben Söhnen ein Mädchen gewünscht hatten. Bei dem Versuch, dies durch Zauber zu erreichen, verfluchte die Mutter versehentlich die herumtollenden Söhne dazu, als Raben weiterzuleben.
Bohdanka entschließt sich, ihre Brüder zu erlösen. Sie erhält dazu genaue Anweisungen von der guten Waldhexe. Da der Mensch sich vom Tier durch Kleidung unterscheidet und ihre Brüder mit nacktem Oberkörper verflucht wurden, muss sie ihnen Hemden nähen. Um den höheren Mächten den festen Willen zur Erlösung ihrer Brüder zu beweisen, muss sie diese völlig allein und aus Brennnesselfasern fertigen. Zusätzlich muss sie bis zur Fertigstellung aller Hemden schweigen und als erstes danach den Wunsch äußern, ihre Brüder mögen wieder Menschen sein. Sie begibt sich an eine Waldlichtung, genannt das grüne Meer, und beginnt unter Schmerzen die Brennnesseln zu ernten. Als Unterkunft dient ihr eine Höhle, in der auch ihre Brüder gemeinsam in einem großen Rabennest schlafen. Solange sie schlafen, haben sie ihre menschliche Gestalt. Während sie die Fasern erntet, bauen ihr ihre Brüder gemeinsam ein weiteres bequemes Rabennest als Schlafplatz.
Bei einem Jagdausflug der Prinzen Norbert und Bartolomäus wird zuerst fast Bohdanka und danach einer ihrer Brüder als Rabe angeschossen. Sie bringt ihn zur Heilung zur Waldhexe.
Sie freundet sich mit dem Prinzen Bartolomäus an und verbringt frohe Stunden mit ihm im Wald und am Fluss. Nachdem Bohdanka selbst schwer krank wird, bringen die Raben ihr Gras als Decke und nötigen Bartolomäus, sie in die Höhle zu begleiten. Dort birgt er die kranke Frau und bringt sie in das Schloss seiner Väter. Im Schloss angekommen, erregt die Waldfrau Ärgernis, besonders bei Königin Alexandra. Prinz Bartolomäus tritt sehr resolut für Bohdanka ein und legt dabei auch sein Stottern ab, was er seit dem Tod seines Vaters hatte.
Bartolomäus und Bohdanka heiraten und erwarten ein Kind. Die Idylle scheint perfekt, Königin Alexandra ist dem Paar zugetan, Bohdanka arbeitet weiter fleißig an den Hemden und Bartolomäus spielt mit seinen Schwagern, den Raben. Mit der List, sein Bruder sei in Gefahr, lockt Königin Alexandra Prinz Bartolomäus aus dem Schloss. Nach der Niederkunft tauscht Alexandra das Kind gegen einen Raben aus und wirft es von der Schlossmauer in einen Fluss. Dessen Onkel in Rabengestalt fangen es noch aus der Luft und bringen es zur Waldhexe.
Bohdanka soll, weil sie vermeintlich einen Raben geboren hat, als Hexe verbrannt werden. Bis zum Scheiterhaufen arbeitet sie an den Hemden für ihre Brüder. Auf diesem äußert sie den Wunsch, ihre Brüder mögen Menschen sein. Nach deren Verwandlung zu Menschen trifft ihr Ehemann, durch die Raben verständigt, ein und kann alle vor dem Scheiterhaufen bewahren. Durch einen Zauberkamm, der die Erinnerungen anderer Personen wie einen Film darstellen kann, erfährt Bartolomäus, dass er der Sohn der Waldhexe und diese die eigentliche Königin des Landes ist. Durch Ansprache an das Volk können alle erreichen, Königin Alexandra einzusperren.
Am Ende bringt Bohdanka ihre Brüder in ihr Heimatdorf, wo sie glücklich und nicht gealtert von ihren Eltern in Empfang genommen werden. Prinz Norbert, den Königin Alexandra als ihren wahren Sohn zum König machen wollte, vergnügt sich derweil mit der attraktiven älteren Gräfin im Nachbarland.

## Hintergrund
Die Dreharbeiten fanden in Südmähren statt, unter anderem in der Höhle Kostelík.
Die Erstausstrahlung in Deutschland fand am 24. Dezember 2017 im KiKA statt. Die DVD zum Film erschien am 12. Oktober 2018. Die deutsche Synchronbearbeitung erstellte Synchron- und Tonstudio Leipzig GmbH. Das Dialogbuch stammt von Christine Blankenburg, für die Dialogregie zeichnete Irene Timm verantwortlich. Die Bearbeitung geschah im Auftrag des Mitteldeutschen Rundfunks.

## Rezeption

### Kritiken
Das Lexikon des internationalen Films sah einen Märchenfilm, „der durch sein dezentes Spiel und ein trotz aller Fantasy auf Naturalismus bedachtes Setting überzeugt.“

### Auszeichnungen
Der Märchenfilm gewann den Publikumspreis beim 1. Internationalen Märchenfilm-Festival Fabulix 2017.